# Аш-Флат
Аш-Флат (англ. Ash Flat) — город, расположенный в округах Фултон и Шарп (штат Арканзас, США) с населением в 977 человек по статистическим данным переписи 2000 года. Является административным центром округа Шарп.
В Аш-Флат родился питчер главной бейсбольной лиги Причер Рой.

## География
По данным Бюро переписи населения США город Аш-Флат имеет общую площадь в 14,5 квадратных километров, водных ресурсов в черте населённого пункта не имеется.
Город Аш-Флат расположен на высоте 202 метра над уровнем моря.

## Демография
По данным переписи населения 2000 года в Аш-Флат проживало 977 человек, 233 семьи, насчитывалось 430 домашних хозяйств и 485 жилых домов. Средняя плотность населения составляла около 67,8 человек на один квадратный километр. Расовый состав Аш-Флат по данным переписи распределился следующим образом: 98,57 % белых, 0,41 % — чёрных или афроамериканцев, 0,2 % — коренных американцев, 0,82 % — представителей смешанных рас.
Испаноговорящие составили 0,72 % от всех жителей города.
Из 430 домашних хозяйств в 24 % — воспитывали детей в возрасте до 18 лет, 42,1 % представляли собой совместно проживающие супружеские пары, в 10,5 % семей женщины проживали без мужей, 45,8 % не имели семей. 41,4 % от общего числа семей на момент переписи жили самостоятельно, при этом 27,7 % составили одинокие пожилые люди в возрасте 65 лет и старше. Средний размер домашнего хозяйства составил 2,09 человек, а средний размер семьи — 2,91 человек.
Население города по возрастному диапазону по данным переписи 2000 года распределилось следующим образом: 21,6 % — жители младше 18 лет, 5,7 % — между 18 и 24 годами, 20,5 % — от 25 до 44 лет, 20,6 % — от 45 до 64 лет и 31,6 % — в возрасте 65 лет и старше. Средний возраст жителей составил 47 лет. На каждые 100 женщин в Аш-Флат приходилось 72,9 мужчин, при этом на каждые сто женщин 18 лет и старше приходилось 70,6 мужчин также старше 18 лет.
Средний доход на одно домашнее хозяйство в городе составил 16 797 долларов США, а средний доход на одну семью — 22 019 долларов. При этом мужчины имели средний доход в 24 815 долларов США в год против 15 556 долларов среднегодового дохода у женщин. Доход на душу населения в городе составил 11 506 долларов в год. 24,5 % от всего числа семей в округе и 31,7 % от всей численности населения находилось на момент переписи населения за чертой бедности, при этом 42,2 % из них были моложе 18 лет и 22,6 % — в возрасте 65 лет и старше.